# Офельгенне
Офельгенне (нім. Ovelgönne) — сільська громада в Німеччині, розташована в землі Нижня Саксонія. Входить до складу району Везермарш.
Площа — 123,81 км2. Населення становить 5262 ос. (станом на 31 грудня 2021).